# Хиндвуд, Кит Альфред
Кит Альфред Хиндвуд (1904—1971) — австралийский бизнесмен и орнитолог-любитель из Сиднея. В его честь назван вид птиц Bolemoreus hindwoodi.

## Биография
В 1924 вступил в Королевский Австралазийский орнитологический союз (RAOU), в 1944—1946 годах был его президентом, в 1951 избран фелло (действительным членом). В журнале союза Emu было опубликовано около 600 страниц вклада учёного. В соавторстве с Арнольдом МакГиллом написал The Birds of Sydney (1958).
В 1959 был награждён Австралийским медальоном естественной истории.